# ラセ・シェーネ
ラセ・シェーネ（Lasse Schöne, 1986年5月27日 - ）は、デンマーク・首都地域グロストルップ出身の同国代表サッカー選手。NECナイメヘン所属。ポジションはMF（守備的ミッドフィールダー）。

## 来歴

### クラブ
2002年からSCヘーレンフェーンの下部組織出身。翌年にエールステ・ディヴィジのデ・フラーフスハップへ加入すると、移籍1年目からクラブのエールディヴィジ昇格に貢献。2008年に移籍したNECナイメヘンではUEFAカップにも出場した。
2012年4月18日、アヤックス・アムステルダムへ3年契約で移籍。同クラブでは中心選手としてプレースキッカーを務める。2019年3月5日に行われたUEFAチャンピオンズリーグ決勝トーナメント1回戦・レアル・マドリード戦とのセカンドレグではチーム4点目となる直接FKを沈め、クラブの準々決勝進出に貢献。2018-19シーズンのリーグ制覇も達成した。
2019年8月9日、ジェノアCFCへ2年契約で移籍。背番号は20番。
2021年2月12日、SCヘーレンフェーンと2020-21シーズン終了までの契約を結んだ。
翌シーズンより、エールディヴィジへ昇格したNECへ復帰することが発表された。

### 代表
2009年8月12日に行われたチリ戦にて、モアテン・オルセン監督の下で61分にニクラス・ベントナーとの交代でデンマーク代表デビューを果たした。2010 FIFAワールドカップは膝の怪我が原因となり出場が見送られたが、2018 FIFAワールドカップには出場した。

## 代表歴

### 出場大会
- デンマーク代表
  - 2018 FIFAワールドカップ

### 試合数
- 国際Aマッチ 51試合 3得点（2009年-2021年）[6]

| デンマーク代表 | 国際Aマッチ | 国際Aマッチ |
| 年             | 出場        | 得点        |
| -------------- | ----------- | ----------- |
| 2009           | 1           | 1           |
| 2010           | 1           | 0           |
| 2011           | 6           | 1           |
| 2012           | 5           | 0           |
| 2013           | 3           | 0           |
| 2014           | 4           | 1           |
| 2015           | 2           | 0           |
| 2016           | 5           | 0           |
| 2017           | 5           | 0           |
| 2018           | 11          | 0           |
| 2019           | 7           | 0           |
| 2020           | 0           | 0           |
| 2021           | 1           | 0           |
| 通算           | 51          | 3           |

## タイトル
クラブ
アヤックス
- エールディヴィジ 2012-13, 2013-14, 2018-19
- ヨハン・クライフ・スハール 2013, 2019
- KNVBカップ 2018-19

個人
- デ・フラーフスハップ年間最優秀選手 : 2007-08
- NEC年間最優秀選手 : 2008-09
- アヤックス年間最優秀選手 : 2014
- アヤックス過去10年間最優秀ゴール : 2020
- エールディヴィジ最優秀チーム : 2013-14, 2017-18, 2018-19